# Renié (costumière)
Pour les articles homonymes, voir Renié.

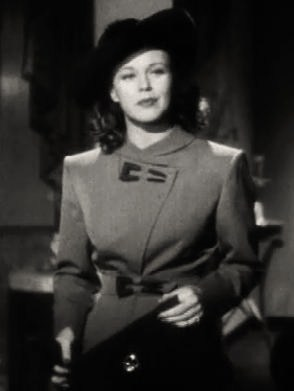
Robe de Ginger Rogers pour Kitty Foyle (1940)

Renié (ou Renie), connue également comme Renie Conley, est une costumière américaine, née Irene Brouillet le 31 juillet 1901 à Republic (État de Washington), morte le 12 juin 1992 à  Pacific Palisades en Californie.

## Biographie
Renié débute au cinéma en 1936, sur des films sortis en 1937 et produits par la RKO Pictures. Elle travaille au sein de ce studio jusqu'en 1949, puis poursuit sa carrière à la 20th Century Fox. On lui doit la création de costumes féminins (robes le plus souvent) pour cent-quatre-vingt-huit films américains (y compris des westerns), les deux derniers sortis en 1981 — dont La Fièvre au corps de Lawrence Kasdan, avec Kathleen Turner —. Elle contribue aussi à un film britannique, So Well Remembered d'Edward Dmytryk (1947, avec Martha Scott).
Parmi ses films notables, mentionnons Kitty Foyle de Sam Wood (1940, avec Ginger Rogers dans le rôle-titre, qu'elle habille à plusieurs reprises), La Féline de Jacques Tourneur (1942, avec Simone Simon), La Cité de la peur de Sidney Lanfield (1948, avec Jane Greer), Le Général invincible d'Henry Levin (1953, avec Susan Hayward), Le Roi et Quatre Reines de Raoul Walsh (1956, avec Eleanor Parker), Simon le pêcheur de Frank Borzage (1959, avec Susan Kohner et Martha Hyer), Cléopâtre de Joseph L. Mankiewicz (1963, avec Elizabeth Taylor — dont les robes sont conçues par Irene Sharaff —), ou encore La Canonnière du Yang-Tsé de Robert Wise (1966, avec Candice Bergen).
Pour la télévision, Renié collabore seulement à une série (1967) et à un téléfilm (1980).
Au cours de sa carrière, elle reçoit cinq nominations à l'Oscar de la meilleure création de costumes, dont un gagné en 1964 pour Cléopâtre.

## Filmographie partielle

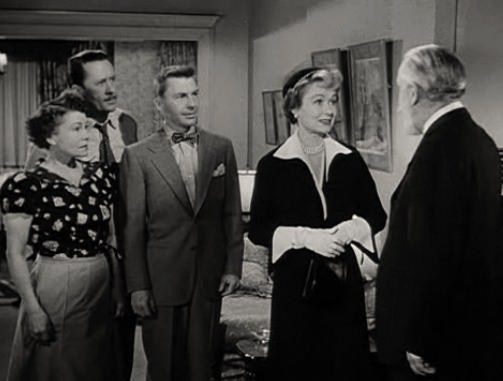
Rendez-moi ma femme (1951) d'Harmon Jones
De g. à d. : Thelma Ritter, Allyn Joslyn, David Wayne, Constance Bennett et Monty Woolley

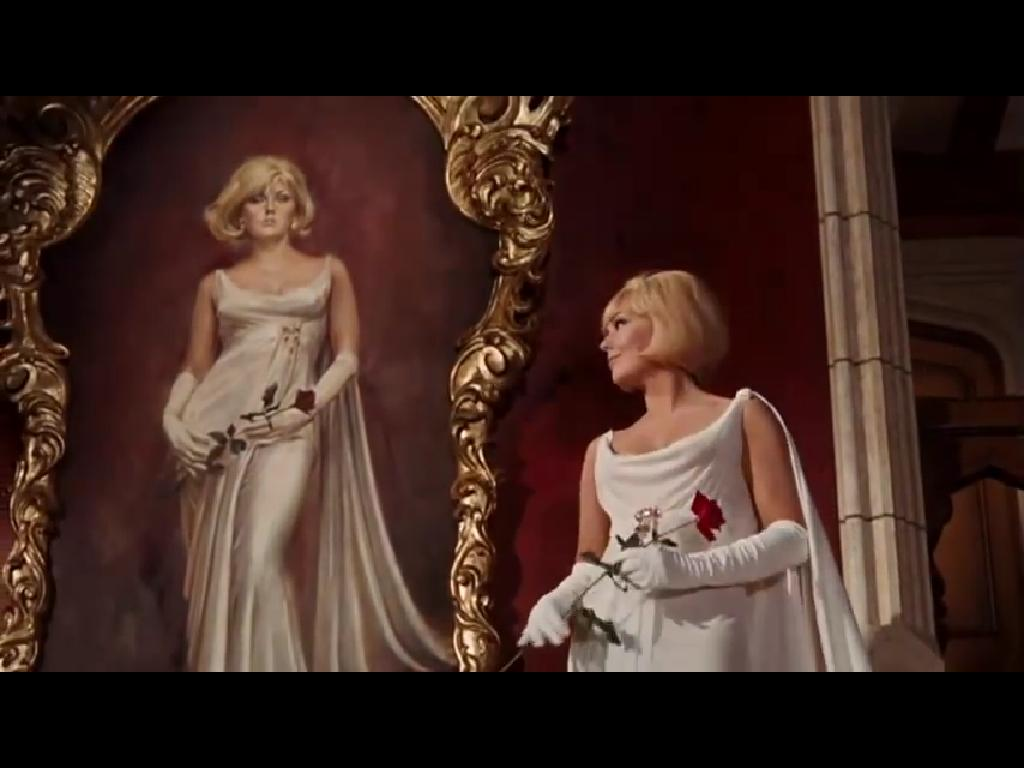
Kim Novak dans Le Démon des femmes (1968) de Robert Aldrich

- 1937 : L'Avocat criminel (en) (Criminal Lawyer) de Christy Cabanne
- 1937 : Living on Love de Lew Landers
- 1937 : Forty Naughty Girls d'Edward F. Cline
- 1937 : Vol de zozos (High Flyers) d'Edward F. Cline
- 1938 : Ma femme en feu (Nex Time I Marry !) de Garson Kanin
- 1938 : Annabel takes a Tour de Lew Landers
- 1938 : Having Wonderful Time d'Alfred Santell
- 1938 : Panique à l'hôtel (Room Service) de William A. Seiter
- 1938 : Gangster d'occasion (Co Chase Yourself) d'Edward F. Cline
- 1938 : Night Spot de Christy Cabanne
- 1939 : Conspiracy de Lew Landers
- 1939 : Career de Leigh Jason
- 1939 : Radio détective (Sued for Libel) de Leslie Goodwins
- 1939 : The Girl and the Gambler (en) de Lew Landers
- 1940 : Kitty Foyle (Kitty Foyle : The Natural History of a Woman) de Sam Wood
- 1940 : A Bill of Divorcement, de John Farrow
- 1940 : Le Lys du ruisseau (Primrose Path) de Gregory La Cava
- 1941 : Footling Fever d'Irving Reis
- 1941 : The Saint in Palm Springs de Jack Hively
- 1941 : Le Faucon gentleman détective (The Gay Falcon) d'Irving Reis
- 1941 : Ses trois amoureux (Tom Dick and Harry) de Garson Kanin
- 1941 : Parachute Battalion (en) de Leslie Goodwins
- 1942 : La Poupée brisée (The Big Street) d'Irving Reis
- 1942 : La Féline (Cat People) de Jacques Tourneur
- 1942 : Au coin de la Quarante-Quatrième rue (The Mayor of 44th Street) d'Alfred E. Green
- 1942 : La marine triomphe (The Navy comes through) d'A. Edward Sutherland
- 1943 : Les Enfants d'Hitler (Hitler's Children) d'Edward Dmytryk
- 1943 : Le Faucon pris au piège (The Falcon Strikes Back) d'Edward Dmytryk
- 1943 : Bombardier de Richard Wallace et Lambert Hillyer
- 1943 : Et la vie recommence (Forever and a Day) d'Edmund Goulding, Cedric Hardwicke & al.
- 1943 : L'Aventure inoubliable (The Sky's the Limit) d'Edward H. Griffith
- 1943 : Mr. Lucky d'Henry C. Potter
- 1943 : Vivre libre (This Land is Mine) de Jean Renoir
- 1943 : The Adventures of a Rookie de Leslie Goodwins
- 1943 : La Septième Victime (The Seventh Victim) de Mark Robson
- 1943 : La Musique en folie (Around the World) d'Allan Dwan
- 1944 : Jours de gloire (Days of Glory) de Jacques Tourneur
- 1944 : Sérénade américaine (Music in Manhattan) de John H. Auer
- 1944 : Girl Rush (en) de Gordon Douglas
- 1944 : Rien qu'un cœur solitaire (None but the Lonely Heart) de Clifford Odets
- 1945 : Le Récupérateur de cadavres (The Body Snatcher) de Robert Wise
- 1945 : Pan-Americana de John H. Auer
- 1945 : Retour aux Philippines (Back to Bataan) d'Edward Dmytryk
- 1945 : Johnny Angel d'Edwin L. Marin
- 1945 : Pris au piège (Cornered) d'Edward Dmytryk
- 1946 : The Bamboo Blonde d'Anthony Mann
- 1946 : La Ville des sans-loi (Badman's Territory) de Tim Whelan
- 1946 : Nocturne d'Edwin L. Marin
- 1947 : So Well Remembered d'Edward Dmytryk
- 1947 : La Longue Nuit (The Long Night) de Anatole Litvak
- 1948 : Le Miracle des cloches (The Miracle of the Bells) d'Irving Pichel
- 1948 : Far West 89 (Return of the Bad Men) de Ray Enright
- 1948 : La Cité de la peur (Station West) de Sidney Lanfield
- 1949 : Roughshod (en) de Mark Robson
- 1951 : La Maison sur la colline (House on Telegraph Hill) de Robert Wise
- 1951 : Nid d'amour (Love Nest) de Joseph M. Newman
- 1951 : Monsieur Belvédère fait sa cure (Mr. Belvedere rings the Bell) d'Henry Koster
- 1951 : Agence Cupidon (The Model and the Marriage Broker) de George Cukor
- 1951 : Chéri, divorçons (Let's Make it Legal) de Richard Sale
- 1951 : Rendez-moi ma femme (As Young as You Feel) d'Harmon Jones
- 1952 : Wait Till the Sun Shines, Nellie de Henry King
- 1952 : Le Retour du Texan (Return of the Texan) de Delmer Daves
- 1952 : Morton a-t-il tué ? (Night Without Sleep) de Roy Ward Baker
- 1953 : Le Général invincible (The President's Lady) d'Henry Levin
- 1953 : La Folle Aventure (The I don't care Girl) de Lloyd Bacon
- 1953 : Les Plus Grandes Vedettes du monde (Tonight we sing) de Mitchell Leisen
- 1953 : Meurtre à bord (Dangerous Crossingde Joseph M. Newman
- 1954 : L'Attaque de la rivière rouge (Siege at Red River) de Rudolph Maté
- 1954 : Les Aventures de Hajji Baba ou Amazone) s (The Adventures of Hadji Baba) de Don Weis
- 1955 : Au service des hommes (A Man called Peter) d'Henry Koster
- 1955 : Tant que soufflera la tempête (Untamed) d'Henry King
- 1956 : Le Roi et Quatre Reines (The King and Four Queens) de Raoul Walsh
- 1957 : Je vous adore (I adore You) d'Henry Levin
- 1957 : Les Trois Visages d'Ève (The Three Faces of Eve) de Nunnally Johnson
- 1958 : Une fille qui promet (The Girl Most Likely) de Mitchell Leisen
- 1959 : Simon le pêcheur (The Big Fisherman) de Frank Borzage
- 1961 : Blanche-Neige et les Trois Stooges (Snow White and the Three Stooges) de Walter Lang et Frank Tashlin
- 1963 : Cléopâtre (Cleopatra) de Joseph L. Mankiewicz
- 1964 : Trois Filles à Madrid (The Pleasure Seekers) de Jean Negulesco
- 1964 : Le Plus Grand Cirque du monde (Circus World) de Henry Hathaway
- 1966 : La Canonnière du Yang-Tsé (The Sand Pebbles) de Robert Wise
- 1968 : Faut-il tuer Sister George ? (The Killing of Sister George) de Robert Aldrich
- 1968 : Le Démon des femmes (The Legend of Lylah Clare) de Robert Aldrich
- 1969 : Qu'est-il arrivé à tante Alice ? (What Ever happened to Aunt Alice ?) de Lee H. Katzin
- 1976 : Un cow-boy en colère (The Great Scout & Cathouse Thursday) de Don Taylor
- 1978 : Caravane (Caravans) de James Fargo
- 1981 : La Fièvre au corps (Body Heat) de Lawrence Kasdan

## Distinctions

### Nominations
- Oscar de la meilleure création de costumes :
  - En 1952, catégorie noir et blanc, pour Agence Cupidon (nomination partagée avec Charles Le Maire) ;
  - En 1954, catégorie noir et blanc, pour Le Général invincible (nomination partagée avec Charles Le Maire) ;
  - En 1960, catégorie couleur, pour Simon le pêcheur ;
  - Et en 1979, pour Caravane.

### Récompense
- Oscar de la meilleure création de costumes :
  - En 1964, catégorie couleur, pour Cléopâtre (récompense partagée avec Irene Sharaff et Vittorio Nino Novarese).